# Capparis kollimalavana
Capparis kollimalavana är en kaprisväxtart som beskrevs av M. B. Viswanathan. Capparis kollimalavana ingår i släktet Capparis och familjen kaprisväxter. Inga underarter finns listade i Catalogue of Life.